# Assaki
Assaki (en àrab أساكي, Assākī; en amazic ⴰⵙⵙⴰⴽⵉ) és una comuna rural de la província de Taroudant, a la regió de Souss-Massa, al Marroc. Segons el cens de 2014 tenia una població total de 8.175 persones.